# Florian Kringe
Florian Kringe (Siegen, 18 agosto 1982) è un ex calciatore tedesco, centrocampista.

## Carriera
Ha cominciato a giocare nel Weißtal, quindi è andato al Siegen. Dal 1994 al 2002 ha giocato nelle giovanili del Borussia Dortmund. Nel 2002 è andato al Colonia, per tornare due anni dopo a Dortmund. Conta più di 150 presenze in Bundesliga, con 17 reti.

### FC St. Pauli
Il 24 luglio 2012 Kringe viene ceduto al St. Pauli.

## Palmarès

### Club

#### Competizioni nazionali
- Campionato tedesco: 3

Borussia Dortmund: 2001-2002, 2010-2011, 2011-2012
- Coppa di Germania: 1

Borussia Dortmund: 2011-12